# Midnight Club (pel·lícula)
Midnight Club és una pel·lícula de drama criminal estatunidenca de 1933 dirigida per Alexander Hall i George Somnes. Produïda i distribuïda per Paramount Pictures, està basada en el relat de 1931 Gangster's Glory d'E. Phillips Oppenheim.

## Argument
Una exitosa banda de lladres de joies està operant en un club de Londres, utilitzant dobles per ocupar els seus llocs al local nocturn mentre cometen crims. El comissari de policia truca al detectiu estatunidenc Nick Mason perquè s'infiltri a la banda.

## Repartiment
- Clive Brook com Colin Grant
- George Raft com Nick Mason
- Helen Vinson com Iris Whitney
- Alison Skipworth com Lady Barrett-Smythe
- Sir Guy Standing com comissionat Hope
- Alan Mowbray com Arthur Bradley
- Ferdinand Gottschalk com George Rubens
- Forrester Harvey com Thomas Roberts
- Ethel Griffies com La Duquesa
- Teru Shimada com Nishi
- Charles Coleman com Carstairs
- Billy Bevan com detectiu
- Jean De Briac com cap dels cambrers
- Leo White com cambrer
- Dennis O'Keefe com ballarí